# Nguyễndynastin
Nguyễndynastin var Vietnams sista kejsardynasti, 1802–1945 och nominell härskardynasti i det franska protektoratet Annam 1883–1945.
År 1777 störtades Lê-dynastin av Tay Son-upproret, men en furste, Nguyễn Phúc Ánh, vände sig 1787 till Frankrike med bön om hjälp, mot det att han avstod staden Turan samt ön Pulo Candor utanför Mekongs delta samt gav fransmännen handelsfriheter i sitt land. Härpå insatte en fransk flotta honom till härskare i Vietnam som Gia Long.
1820 avled Gia Long. Då hans efterträdare på tronen Minh Mang började förfölja de kristna, begagnade sig Napoleon III därav till att (1858–1863) erövra Kambodja och Cochinkina. Då på 1880-talet Europas makter greps av begär att utvidga sina kolonialländer, uppstod i Frankrike tanken på att ockupera Vietnams nordligaste och bästa del, Tonkin. Ett förberedande steg härtill hade tagits, då man 1874 tilltvingat sig fri segelfart på floden Song ca och öppnande av hamnen Qui Nhon i Vietnam samt två hamnar i Tonkin.
År 1882 började ett krig, som efter blodiga strider slutade 6 juni 1884 med ett fördrag, som gjorde Tonkin till ett franskt land och Annam till ett lydland under Frankrike, som representerade det inför utlandet.

## Regenter
- Gia Long, 1802–1819
- Minh Mạng, 1820–1840
- Thiệu Trị, 1807–1847
- Tự Đức, 1848–1883
- Dục Đức, 1883
- Hiệp Hoà, 1883
- Kiến Phúc, 1883–1884
- Hàm Nghi, 1884–1885
- Đồng Khánh, 1886–1888
- Thành Thái, 1889–1907
- Duy Tân, 1907–1916
- Khải Định, 1916–1925
- Bảo Đại, 1926–1945